# Muruk Hul
Muruk Hul – jaskinia krasowa znajdująca się w Papui-Nowej Gwinei, na wyspie Nowa Brytania, w górach Nakanai. 
W Muruk Hul występuje ciąg obszernych korytarzy oraz komór. Przez jaskinię płynie podziemna rzeka, która po wypłynięciu przez dolny otwór tworzy wodospad Chevelure de Bérénice.